# Spodnje Koseze
Spodnje Koseze este o localitate din comuna Lukovica, Slovenia, cu o populație de 112 locuitori.